# União FM (Novo Hamburgo)
União FM é uma estação de rádio brasileira sediada em Novo Hamburgo, cidade do estado do RS. Opera na frequência FM 105,3 MHz e pertence à Fundação Sinodal de Comunicação. É a geradora da Rede União FM, que conta ainda com emissoras em Pelotas e Blumenau. Seus estúdios estão no bairro Vila Nova e seus transmissores estão no Morro Dois Irmãos.

## História
A União FM foi fundada em 6 de março de 1980, sendo a primeira emissora de rádio em FM a ser inaugurada na região do Vale do Rio dos Sinos. A emissora foi fundada pela Igreja Evangélica de Confissão Luterana do Brasil (IECLB) e pela Fundação Isaec de Comunicação. Inicialmente, a emissora transmitia música instrumental e easy listening, mas ao longo dos anos, ocorreram mudanças em sua programação.
Em 2000, a Fundação Isaec passou a se chamar Fundação Sinodal de Comunicação e a emissora se consolidou como uma das mais ouvidas da Grande Porto Alegre. Em 2007, a emissora expandiu ainda mais o seu sinal com a inauguração de uma emissora própria em Pelotas, operando no dial FM 99.9 MHz. Com isso, a emissora se tornou uma das rádios com a maior área de abrangência do estado.
Em março de 2014, a União FM completou 34 anos e inaugurou o Memorial União FM, em sua sede em Novo Hamburgo. O local abriga um museu aberto a visitação do público, onde são expostos vários discos e equipamentos que foram utilizados nos primeiros anos da emissora, na década de 1980. No mesmo ano, a União FM aumentou a sua grade de programação ao vivo. Em 2017, a emissora adotou uma nova marca e um nova identidade na Grande Porto Alegre e no sul do estado.
Em março de 2021, a União FM de Blumenau foi integrada a Fundação Sinodal de Comunicação e foi anunciado que a emissora passaria transmitir em conjunto com a Rede União FM. A parceria entre a emissora e a rádio catarinense se iniciou em 5 de abril.

## Programação
A programação da União FM é voltada ao segmento adulto contemporâneo, transmitindo músicas nacionais e internacionais de várias décadas. A emissora também possui boletins de notícias ao longo de sua programação.